# نانسي كاستيجليون
نانسي كاستيجليون هي عارضة ومغنية وممثلة كندية وفلبينية، ولدت في 24 فبراير 1981 في كندا.

## وصلات خارجية
- نانسي كاستيجليون على موقع IMDb (الإنجليزية)
- نانسي كاستيجليون على موقع قاعدة بيانات الفيلم (الإنجليزية)